# Sistema convectivo de mesoescala

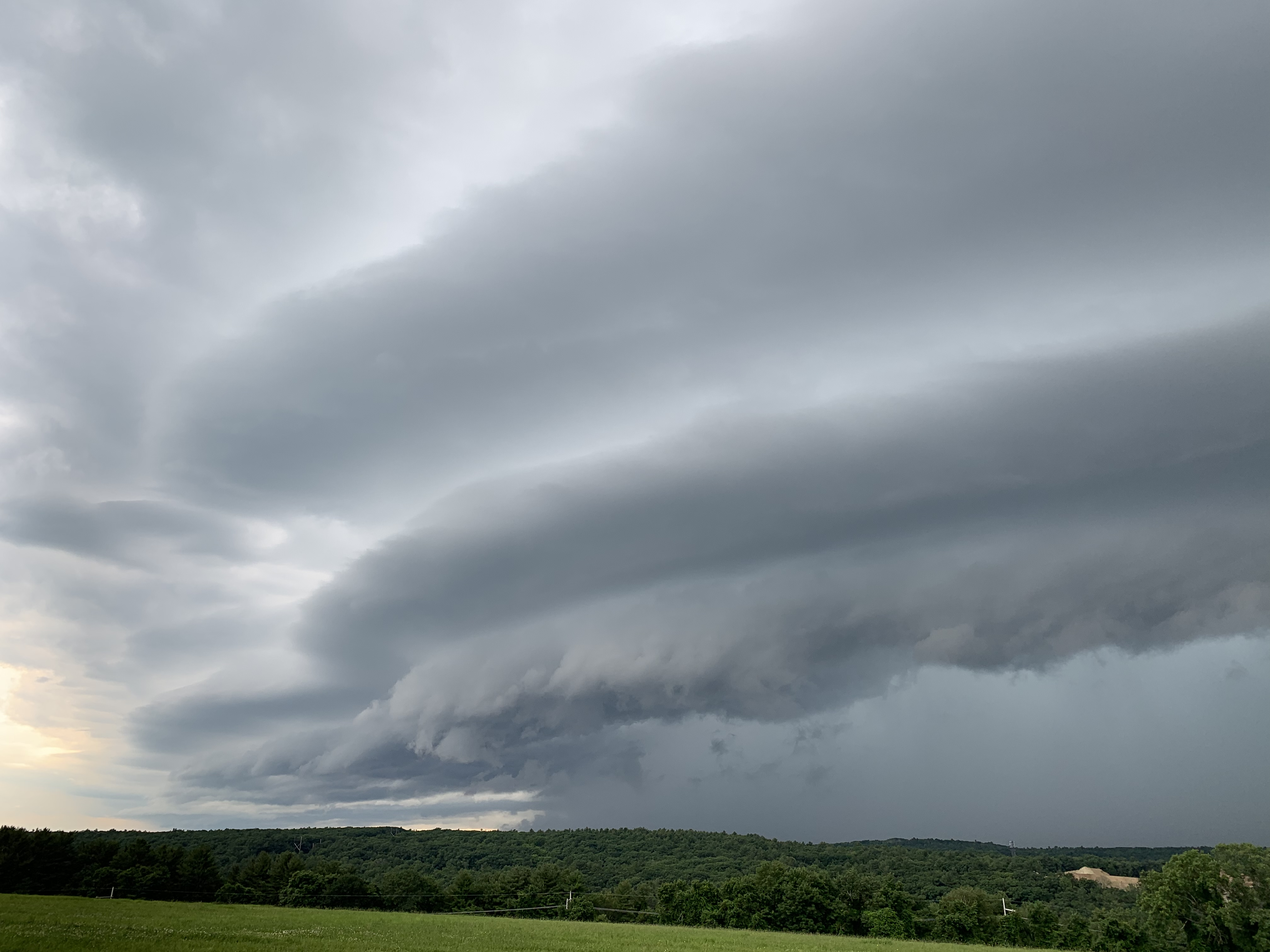
Uma nuvem de prateleira, como esta, pode ser um sinal de que uma tempestade é iminente.

Um sistema convectivo de mesoescala (MCS) é um complexo de trovoadas que se organiza em uma escala maior do que as tempestades individuais, mas menor do que os ciclones extratropicais, e normalmente persiste por várias horas ou mais. O padrão geral de nuvens e precipitação de um sistema convectivo de mesoescala pode ser redondo ou linear e inclui sistemas meteorológicos como ciclones tropicais, linhas de instabilidade, eventos de neve com efeito de lago, baixas polares e complexos convectivos de mesoescala (MCCs), e geralmente se forma próximo a frentes de ar. O tipo que se forma durante a estação quente sobre a terra foi observado nas Américas do Norte e do Sul, na Europa e na Ásia, com um máximo de atividade observado no final da tarde e à noite.
As formas de MCS que se desenvolvem nos trópicos usam a Zona de Convergência Intertropical ou os cavados de monção como foco para seu desenvolvimento, geralmente na estação quente entre a primavera e o outono. Uma exceção são as faixas de neve com efeito de lago [en], que se formam devido à movimentação de ar frio sobre corpos d'água relativamente quentes e ocorrem do outono à primavera. As baixas polares são uma segunda classe especial de MCS que se formam em altas latitudes durante a estação fria. Quando o MCS pai morre, o desenvolvimento posterior de trovoadas pode ocorrer em conexão com seu vórtice convectivo de mesoescala remanescente (MCV). Os sistemas convectivos de mesoescala são importantes para a climatologia da precipitação dos Estados Unidos sobre as Grandes Planícies, pois trazem à região cerca de metade da precipitação anual da estação quente.

## Definição
Os sistemas convectivos de mesoescala são regiões de trovoadas que podem ter formato redondo ou linear, com cerca de 100 quilômetros ou mais de diâmetro em uma direção, mas menores que os ciclones extratropicais, e incluem sistemas como ciclones tropicais, linhas de instabilidade e complexos convectivos de mesoescala (MCCs), entre outros. MCS é um termo mais generalizado que inclui sistemas que não satisfazem os critérios mais rigorosos de tamanho, forma ou duração de um MCC. Eles tendem a se formar perto de frentes de ar e se deslocam para áreas de difluência de espessura de 1.000 a 5.000 mb, que são áreas onde o gradiente de temperatura de nível baixo a médio se amplia, o que geralmente direciona os aglomerados de trovoadas para o setor quente dos ciclones extratropicais ou para o equador das frentes quentes. Eles também podem se formar ao longo de qualquer zona de convergência nos trópicos. Um estudo recente descobriu que elas tendem a se formar quando a temperatura da superfície varia mais de 5 graus entre o dia e a noite. Sua formação foi observada em todo o mundo, desde a frente Meiyu [en] no extremo leste até os trópicos profundos.

## Tipos de tempestades e níveis de organização

Condições favoráveis para tipos e complexos de tempestades.

Há quatro tipos principais de tempestades: unicelular, multicelular, linha de instabilidade e supercélula. O tipo que se forma depende da instabilidade e das condições do vento relativo em diferentes camadas da atmosfera (“cisalhamento do vento”). As tempestades unicelulares se formam em ambientes de baixo cisalhamento vertical do vento e duram apenas de 20 a 30 minutos. Tempestades organizadas e aglomerados/linhas de tempestades podem ter ciclos de vida mais longos, pois se formam em ambientes com umidade suficiente, cisalhamento vertical significativo do vento (normalmente maior que 13 m/s nos 6 quilômetros mais baixos da troposfera), o que ajuda no desenvolvimento de correntes de ar ascendentes mais fortes, bem como em várias formas de clima severo. A supercélula é a mais forte das tempestades, mais comumente associada a granizo grande, ventos fortes e formação de tornados.
Valores de água precipitável superiores a 31,8 milímetros favorecem o desenvolvimento de complexos de tempestades organizadas. Aquelas com chuvas fortes normalmente têm valores de água precipitável superiores a 36,9 milímetros. Valores de CAPE a montante superiores a 800 J/kg geralmente são necessários para o desenvolvimento de convecção organizada.

## Tipos

### Complexo convectivo de mesoescala
Um complexo convectivo de mesoescala (MCC) é um tipo único de sistema convectivo de mesoescala definido por características observadas em imagens de satélite infravermelho. Sua área de topos de nuvens frias excede 100.000 quilômetros quadrados com temperatura menor ou igual a -32 °C; e uma área de topos de nuvens de 50.000 quilômetros quadrados com temperatura menor ou igual a -52 °C. As definições de tamanho devem ser atendidas por seis horas ou mais. Sua extensão máxima é definida como quando o escudo de nuvens ou a formação geral de nuvens atinge sua área máxima. Sua excentricidade (eixo menor/eixo maior) é maior ou igual a 0,7 na extensão máxima, portanto, são relativamente redondas. Elas têm vida longa, tendem a se formar durante a noite, e geralmente contêm chuvas fortes, vento, granizo, raios e possivelmente tornados.

### Linha de instabilidade

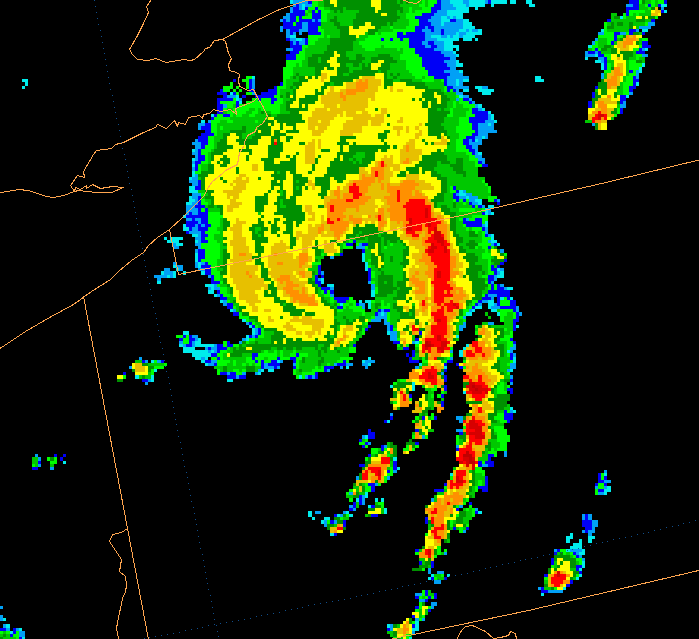
Um vórtice convectivo de mesoescala sobre a Pensilvânia com uma linha de instabilidade à direita.

Uma linha de instabilidade é uma linha alongada de tempestades severas que pode se formar ao longo e/ou à frente de uma frente fria. No início do século XX, o termo era usado como sinônimo de frente fria. A linha de instabilidade contém precipitação pesada, granizo, raios frequentes, ventos fortes em linha reta e, possivelmente, tornados e trombas d'água. O clima severo, na forma de ventos fortes em linha reta, pode ser esperado em áreas onde a própria linha de instabilidade tem a forma de um  eco de arco, dentro da parte da linha que se curva mais. Os tornados podem ser encontrados ao longo de ondas dentro de um padrão de onda de eco de linha, ou LEWP, onde áreas de baixa pressão de mesoescala estão presentes. Alguns ecos de arco que se desenvolvem na temporada de verão são conhecidos como derechos e se movem muito rapidamente por grandes seções do território. Na borda posterior do escudo de chuva associado a linhas de instabilidade, pode se formar uma baixa de esteira, que é uma área de baixa pressão de mesoescala que se forma atrás do sistema de alta pressão de mesoescala normalmente presente sob o escudo de chuva, que às vezes está associado a uma explosão de calor. Outro termo que pode ser usado em associação com linhas de instabilidade e ecos de arco é sistemas convectivos quase lineares (QLCSs).

### Ciclone tropical

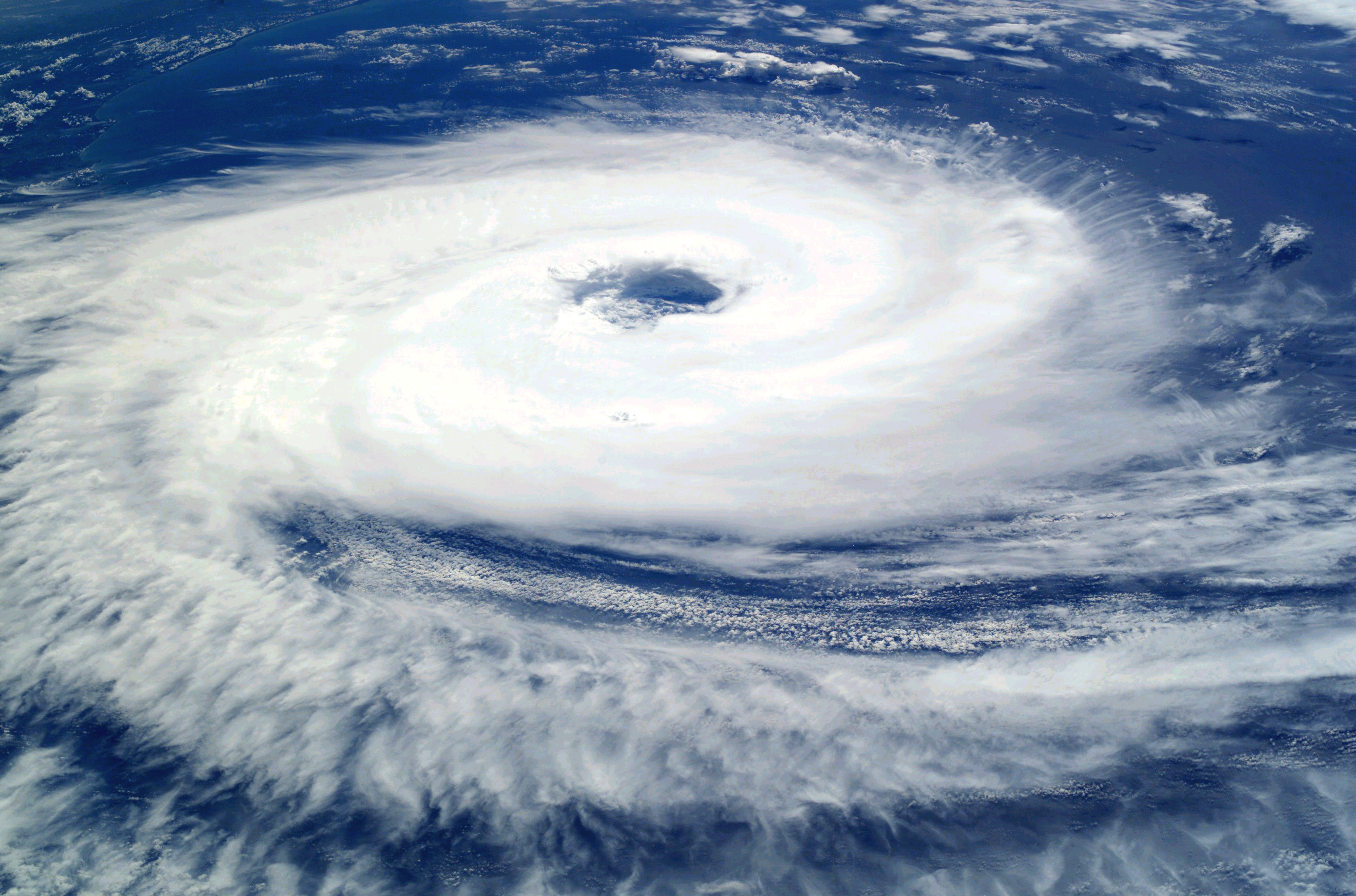
O Ciclone Catarina, um raro ciclone tropical do Atlântico Sul, visto da Estação Espacial Internacional em 26 de março de 2004.

Um ciclone tropical é um sistema de tempestade bastante simétrico caracterizado por um centro de baixa pressão e várias trovoadas que produzem ventos fortes e chuvas torrenciais. Um ciclone tropical se alimenta do calor liberado quando o ar úmido sobe, resultando na condensação do vapor de água contido no ar úmido. Ele é alimentado por um mecanismo de calor diferente de outras tempestades de vento ciclônicas, como nor'easters, tempestades de vento europeias e baixas polares, o que leva à sua classificação como sistemas de tempestades de “núcleo quente”.
O termo “tropical” se refere tanto à origem geográfica desses sistemas, que se formam com frequência em regiões tropicais do globo, quanto à sua formação em massas de ar Tropical Marítimo. O termo “ciclone” refere-se à natureza ciclônica dessas tempestades, com rotação no sentido anti-horário no Hemisfério Norte e no sentido horário no Hemisfério Sul. Dependendo de sua localização e força, os ciclones tropicais são chamados de outros nomes, como furacão, tufão, tempestade tropical, tempestade ciclônica, depressão tropical ou simplesmente ciclone. De modo geral, um ciclone tropical é chamado de furacão (do nome da antiga divindade centro-americana do vento, Huracán) nos oceanos Atlântico e Pacífico oriental, de tufão no noroeste do Oceano Pacífico e de ciclone no Hemisfério Sul e no Oceano Índico.
Os ciclones tropicais podem produzir ventos extremamente fortes e chuvas torrenciais, bem como ondas altas e marés de tempestade. Eles se desenvolvem sobre grandes massas de água quente, e perdem sua força se passarem por terra. Essa é a razão pela qual as regiões costeiras podem sofrer danos significativos de um ciclone tropical, enquanto as regiões do interior estão relativamente a salvo dos ventos fortes. As chuvas fortes, no entanto, podem causar inundações significativas no interior, e as marés de tempestade podem produzir inundações costeiras extensas a até 40 quilômetros do litoral. Embora seus efeitos sobre as populações humanas possam ser devastadores, os ciclones tropicais também podem aliviar as condições de seca. Eles também levam calor e energia para longe dos trópicos e os transportam para latitudes temperadas, o que os torna uma parte importante do mecanismo de circulação atmosférica global. Como resultado, os ciclones tropicais ajudam a manter o equilíbrio na troposfera da Terra.
Muitos ciclones tropicais se desenvolvem quando as condições atmosféricas em torno de um distúrbio fraco na atmosfera são favoráveis. Outros se formam quando outros tipos de ciclones adquirem características tropicais. Os sistemas tropicais são então movidos por ventos de direção na troposfera; se as condições permanecerem favoráveis, o distúrbio tropical se intensifica e pode até desenvolver um olho. No outro extremo do espectro, se as condições ao redor do sistema se deteriorarem ou se o ciclone tropical chegar à terra firme, o sistema se enfraquece e acaba se dissipando. Um ciclone tropical pode se tornar extratropical à medida que se move em direção a latitudes mais altas se sua fonte de energia mudar do calor liberado pela condensação para as diferenças de temperatura entre as massas de ar; do ponto de vista operacional, geralmente não se considera que um ciclone tropical se torne um ciclone subtropical durante sua transição extratropical.

### Neve com efeito de lago

Precipitação de efeito de lago saindo do Lago Erie, conforme visto pelo radar NEXRAD, 12-13 de outubro de 2006.

A neve com efeito de lago é produzida no inverno na forma de uma ou mais faixas alongadas quando os ventos frios se movem através de longas extensões de água mais quente do lago, fornecendo energia e captando vapor de água que congela e é depositado nas margens do lago. O mesmo efeito sobre corpos de água salgada é chamado de neve de efeito oceânico, neve de efeito marinho, ou até mesmo neve de efeito baía. O efeito é aprimorado quando a massa de ar em movimento é elevada pelo efeito orográfico de altitudes mais altas nas margens a favor do vento. Essa elevação pode produzir faixas estreitas, mas muito intensas, de precipitação, que é depositada a uma taxa de muitos centímetros de neve por hora e, muitas vezes, traz grandes totais de neve. As áreas afetadas pela neve com efeito de lago são chamadas de cinturões de neve. Esse efeito ocorre em muitos locais do mundo, mas é mais conhecido nas áreas povoadas dos Grandes Lagos da América do Norte.
Se a temperatura do ar não for baixa o suficiente para manter a precipitação congelada, ela cai como chuva com efeito de lago. Para que a chuva ou neve com efeito de lago se forme, o ar que se move através do lago deve ser significativamente mais frio do que o ar da superfície (que provavelmente estará próximo à temperatura da superfície da água). Especificamente, a temperatura do ar na altitude em que a pressão atmosférica é de 850 mb (ou 1,5 quilômetro de altitude) deve ser 13 °C mais baixa do que a temperatura do ar na superfície. O efeito de lago que ocorre quando o ar a 850 mb está 25 °C mais frio do que a temperatura da água pode produzir tempestades de neve, chuvas de neve acompanhadas de raios e trovões (devido à maior quantidade de energia disponível devido ao aumento da instabilidade).

### Baixa polar
Uma baixa polar é um sistema atmosférico de baixa pressão (depressão) de pequena escala, simétrico e de curta duração, encontrado sobre as áreas oceânicas na direção do polo da frente polar principal, tanto no Hemisfério Norte quanto no Hemisfério Sul. Os sistemas geralmente têm uma escala de comprimento horizontal de menos de 1.000 quilômetros e existem por não mais do que alguns dias. Eles fazem parte da classe maior de sistemas meteorológicos de mesoescala. As baixas polares podem ser difíceis de serem detectadas por meio de boletins meteorológicos convencionais e representam um risco para operações em altas latitudes, como transporte e plataformas de gás e petróleo. As baixas polares já foram chamadas de muitos outros termos, como vórtice polar de mesoescala, furacão do Ártico, baixa do Ártico e depressão de ar frio. Atualmente, o termo é geralmente reservado para os sistemas mais vigorosos que têm ventos próximos à superfície de pelo menos 17 metros por segundo.

## Locais de formação

### Grandes Planícies dos Estados Unidos

Evolução típica de tempestades (a) em um eco de arco (b, c) e em um eco de vírgula (d). A linha tracejada indica o eixo de maior potencial para rajadas descendentes. As setas indicam o fluxo de vento relativo à tempestade. A área C é a mais propensa a apoiar o desenvolvimento de tornados.

O período de tempo nas Grandes Planícies em que as áreas de tempestade são mais predominantes varia entre maio e setembro. Os sistemas convectivos de mesoescala se desenvolvem sobre a região durante esse período, com a maior parte da atividade ocorrendo entre as 18h e as 21h, horário local. Os sistemas convectivos de mesoescala trazem de 30% a 70% da precipitação anual da estação quente para as Grandes Planícies. Um subconjunto desses sistemas, conhecido como complexos convectivos de mesoescala, leva a até 10% da precipitação anual nas Grandes Planícies e no Meio-Oeste. As linhas de instabilidade são responsáveis por 30% dos grandes complexos de tempestade que se deslocam pela região.

### Europa
Embora a maioria se forme sobre o continente, alguns MCSs se formam durante a segunda metade de agosto e setembro sobre o Mediterrâneo ocidental. O desencadeamento de MCSs na Europa está fortemente ligado às cadeias de montanhas. Em média, um MCS europeu se desloca para leste-nordeste, formando-se perto das 15 horas do horário solar local, dura 5,5 horas e se dissipa perto das 21 horas do horário solar local. Cerca de 20% dos MCSs sobre a Europa não se formam durante o aquecimento máximo. Sua extensão máxima média é de cerca de 9.000 quilômetros quadrados.

### Trópicos
Os sistemas convectivos de mesoescala, que podem evoluir para ciclones tropicais, formam-se ao longo de áreas como ondas tropicais ou ondas de leste que progridem para oeste ao longo de cavados de monção e da Zona de Convergência Intertropical em regiões de ampla umidade em baixos níveis, ventos de superfície convergentes e ventos divergentes no alto. Isso geralmente ocorre ao norte da linha do equador, da África ao Atlântico e ao leste do Pacífico, bem como ao noroeste e sudoeste do Pacífico, da Austrália ao leste da Oceania, do Oceano Índico, da Indonésia e do sudeste do Brasil ao sul do Oceano Atlântico. Também é observado ocasionalmente no sudeste do Oceano Pacífico em anos de El Niño-Oscilação do Sul amenos a frios, fora do El Niño. Sistemas mais intensos se formam mais sobre a terra do que sobre a água.

### Corpos d'água quentes no inverno
Nos casos de neve com efeito de lago e baixas polares, os sistemas convectivos se formam sobre corpos d'água quentes quando o ar frio varre sua superfície e leva a um aumento na umidade e a um movimento vertical significativo. Esse movimento vertical leva ao desenvolvimento de chuvas e tempestades em áreas de fluxo ciclônico na parte de trás dos ciclones extratropicais.

## Remanescentes
Um vórtice convectivo de mesoescala (MCV) é um centro de baixa pressão de nível médio dentro de um MCS que puxa os ventos em um padrão circular, ou vórtice. Quando o MCS pai morre, esse vórtice pode persistir e levar a um futuro desenvolvimento convectivo. Com um núcleo de apenas 48 km a 97 km e até 8 km de profundidade, um MCV pode ocasionalmente gerar uma área de baixa pressão na superfície de mesoescala que aparece nas análises meteorológicas de superfície. Mas um MCV pode ganhar vida própria, persistindo por vários dias após a dissipação de seu MCS pai. O MCV órfão às vezes se torna a semente da próxima tempestade. Um MCV que se desloca para águas tropicais, como o Golfo do México, pode servir de núcleo para uma tempestade tropical ou furacão. Um bom exemplo disso é o furacão Barry (2019).